# Gharde Geldenhuys
Gharde Geldenhuys (* 15. September 1981 in Swakopmund, Südwestafrika) ist eine ehemalige namibische Turnerin.
1997 und 1999 nahm Geldenhuys an den Turn-Weltmeisterschaften teil. 1998 war sie bei den Commonwealth Games in Kuala Lumpur dabei. Sie vertrat ihr Heimatland bei den Olympischen Sommerspielen 2000 in Sydney im Gerätturnen und belegte Plätze zwischen 64 und 80.